# Peugeot Landtrek

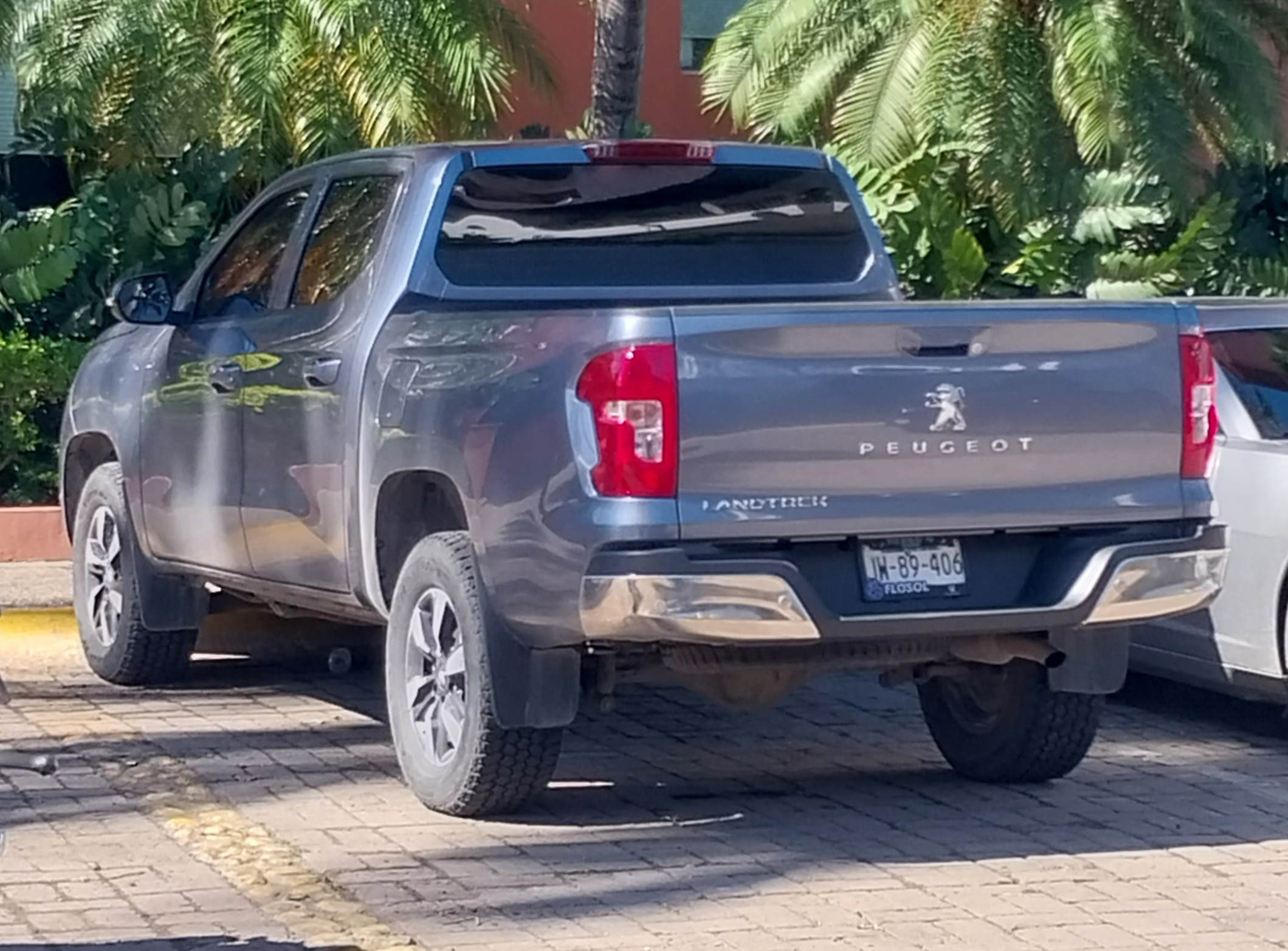
Heckansicht

Der Peugeot Landtrek ist ein Pick-up des französischen Automobilherstellers Peugeot, der seit 2020 in Afrika, Lateinamerika und Südostasien angeboten wird. Eine Modellpflege erfolgte im Dezember 2024.

## Beschreibung
Der Landtrek teilt sich die Plattform mit dem Changan Kaicene F70, der vom chinesischen Unternehmen Shenzhen Baoneng Motor produziert wird. Als Motorisierung kommen Vierzylinder als Benziner mit einem Hubraum von 2,4 l oder ein Diesel mit 1,9  oder 2,2 l Hubraum zum Einsatz, die wahlweise mit einer manuellen Schaltung oder Automatik sowie einem Hinterrad- oder Allradantrieb kombiniert werden können. Die Ladefläche kann mit bis zu 1,2 t belastet werden, die je nach Kabinengröße 2 bis 3 Euro-Paletten aufnehmen kann. Die Anhängelast beträgt 3,5 t. Die Wattiefe beträgt 60 cm, die Bodenfreiheit je nach Radgröße 21,4 bis 23,5 cm.
Der im Dezember 2023 präsentierte Titano von Fiat basiert auf dem Landtrek, genauso wie der im Juli 2024 vorgestellte 1200 von Ram Trucks.

## Technische Daten
| Kenngrößen                                  | 2.4 4x2                      | 2.4 4x4                      | 1.9 TD 4x2                   | 1.9 TD 4x4                   | 2.2 BlueHDi 4x2              | 2.2 BlueHDi 4x4              |
| Bauzeitraum                                 | seit 2020                    | seit 2020                    | seit 2020                    | seit 2020                    | seit 2023                    | seit 2023                    |
| Motorkenndaten                              |                              |                              |                              |                              |                              |                              |
| Motortyp                                    | R4-Ottomotor                 | R4-Ottomotor                 | R4-Dieselmotor               | R4-Dieselmotor               | R4-Dieselmotor               | R4-Dieselmotor               |
| Hubraum                                     | 2378 cm³                     | 2378 cm³                     | 1910 cm³                     | 1910 cm³                     | 2179 cm³                     | 2179 cm³                     |
| max. Leistung                               | 155 kW (210 PS) bei 5600/min | 155 kW (210 PS) bei 5600/min | 110 kW (150 PS) bei 4000/min | 110 kW (150 PS) bei 4000/min | 132 kW (180 PS) bei 3750/min | 132 kW (180 PS) bei 3750/min |
| max. Drehmoment                             | 320 Nm bei 2000–4000/min     | 320 Nm bei 2000–4000/min     | 350 Nm bei 1800–2800/min     | 350 Nm bei 1800–2800/min     | 370 Nm bei 2000/min          | 370 Nm bei 2000/min          |
| Kraftübertragung                            |                              |                              |                              |                              |                              |                              |
| Antrieb                                     | Hinterradantrieb             | Allradantrieb                | Hinterradantrieb             | Allradantrieb                | Hinterradantrieb             | Allradantrieb                |
| Getriebe, serienmäßig                       | 6-Gang-Schaltgetriebe        | 6-Gang-Schaltgetriebe        | 6-Gang-Schaltgetriebe        | 6-Gang-Schaltgetriebe        | 6-Gang-Schaltgetriebe        | 6-Gang-Schaltgetriebe        |
| Getriebe, optional                          | [6-Gang-Automatikgetriebe]   | [6-Gang-Automatikgetriebe]   | —                            | —                            | —                            | [6-Gang-Automatikgetriebe]   |
| Messwerte                                   |                              |                              |                              |                              |                              |                              |
| Höchstgeschwindigkeit                       | 182 km/h [183 km/h]          | 176 km/h [177 km/h]          | 172 km/h                     | 171 km/h                     | k. A.                        | k. A. [k. A.]                |
| Beschleunigung 0–100 km/h                   | 12,2 s [10,4 s]              | 13,0 s [11,2 s]              | 14,9 s                       | 15,8 s                       | k. A.                        | k. A. [k. A.]                |
| Kraftstoffverbrauch auf 100 km (kombiniert) | 9,8 l Super [10,6 l Super]   | 10,0 l Super [11,0 l Super]  | 7,8 l Diesel                 | 8,1 l Diesel                 | 8,1 l Diesel                 | 8,3 l Diesel [8,8 l Diesel]  |
| CO2-Emission (kombiniert)                   | 229 g/km [248 g/km]          | 232 g/km [256 g/km]          | 206 g/km                     | 212 g/km                     | 219 g/km                     | 219 g/km [227 g/km]          |
| Tankinhalt                                  | 80 l                         | 80 l                         | 80 l                         | 80 l                         | 80 l                         | 80 l                         |
| Abgasnorm nach EU-Klassifikation            | Euro 5                       | Euro 5                       | Euro 4                       | Euro 4                       | Euro 6                       | Euro 6                       |